# أمونغ آس
أمونغ آس (بالإنجليزية: Among Us) لعبة جماعية على الإنترنت طوَّرها ونشرَها استوديو الألعاب الأمريكي إينر سلوث (بالإنجليزية: InnerSloth) وصدرت في 15 يونيو 2018.
اللعبة متوفرة على أنظمة مايكروسوفت ويندوز وأندرويد وآي أو إس.

## التطوير

### التطوير
تم استلهام لعبة امونغ اس من لعبة الحياة الواقعية مافيا والمعروفة أيضا بالذئب والتي أصدرت عام 1986 ، وكان الهدف منها في البداية أن تكون لعبة محلية متعددة اللاعبين مخصصة للجوال فقط بخريطة واحدة. في يونيو سنة 2018 تم إصدار اللعبة لنظامي التشغيل الأندرويد و آي أو إس، بعد فترة وجيزة من الإصدار كان لدى امونغ اس متوسط عدد اللاعبين من 30 إلى 50 لاعبًا في وقت واحد.
اعتبر المبرمج فورست ويلارد والمصمم ماركوس بروماندر أن الاستوديو لم يقم بتسويق اللعبة على نحو جيد، فكان الفريق قريب من الاستسلام غير انهم قرروا اخيرا العمل أكثر على اللعبة. فبعد طلبات الاعبيين قرر الفريق إضافة خاصية اللعب عبر الإنترنت، وفي الأشهر الاخيرة من سنة 2018 ، تم إصدار نسخة على منصة ستيم لتمكن اللاعبيين من لعب اللعبة على أنظمة الويندوز.
يقول المصمم بروماندر إن قدرتهم على الاستمرارية في تطوير اللعبة هي لأن لديهم امكانيات كافية، مما سمح لهم بمواصلة العمل على اللعبة على الرغم من أنها لم تكن تباع بشكل جيد.

### التوزيع والانتشار
قامت شركة InnerSloth بتسويق وتوزيع اللعبة أولا قبل ان تنشر على متجري جوجل بلاي وآب ستور في شهر يونيو سنة 2018 . تم بعد ذالك تم ادراجها في منصة ستيم و موقع إتش.يو.
خطط فريق التطوير لإطلاق اللعبة على وحدات تحكم مثل البلاي ستيشن 4 والإكس بوكس ون ، ولكن واجهوا مشكلة عند تنفيذ اتصال اللاعب، حيث بدا أن النص القياسي أو الدردشة الصوتية غير قابلة للاستخدام.
في عام 2020 ، بدأت طفرة في شعبية تجلت في الانتشار الكبير للعبة بفضل منشئي المحتوى عبر الإنترنت خصوصا في أمريكا وكوريا الجنوبية والبرازيل و وشقت اللعبة طريقها في النهاية إلى كل دول العالم ، ووفقا لويلارد الستريمر «سادوبوبين» هو من جعل اللعبة شائعة على منصة تويتش للبث المباشر. بدأ العديد من لاعبي تويتش ويوتيوب الآخرين في لعب امونغ اس وزاد عدد لاعبي اللعبة بسرعة ووصل في النهاية إلى 1.5 مليون لاعب في وقت واحد.

## نظام اللعبة
امونغ اس هي لعبة متعددة اللاعبين يمكن أن يلعبها من أربعة إلى خمسة عشر لاعب  ، يتم اختيار واحد إلى ثلاثة من هؤلاء اللاعبين عشوائيًا في للعب كمحتالين، بينما البقية أعضاء أفراد طاقم حقيقين. يتم تعيين مهام لأعضاء الطاقم لإكمالها حول الخريطة، تتكون هذه المهام من أعمال الصيانة على الأنظمة الحيوية، مثل تجديد الأسلاك الكهربائية أو إعادة تزويد المحركات بالوقود، مع اتخاذ كل مهمة شكل لعبة مصغرة . يتم إعطاء المحتالين قائمة مهام مزيفة ولديهم القدرة على تخريب أنظمة الخريطة والتحرك من خلال فتحات التهوية وتحديد أي محتالين آخرين . إذا مات لاعب، يصبح شبحًا؛ تتمتع الأشباح بالقدرة على المرور عبر الجدران وإتمام المهمات إذا كانوا من المحققين (طاقم السفينة)، أم إذا كانوا من المجرمين فكل ما يمكنهم فعله هو القيام بالتخريب، ولا يمكن للأشباح التفاعل مع الأحياء ولكن يمكنهم التفاعل مع الأشباح مثلهم وتكون غير مرئية للجميع باستثناء الأشباح الأخرى.
الهدف من أفراد الطاقم هو إكمال جميع المهام قبل اغتيالهم، مع هدف ثانوي هو العثور على المحتالين والقضاء عليهم. هدف المحتالين قتل جميع أفراد الطاقم، إما بقتلهم مباشرة أو بالتخريب. عندما يقوم محتال بالتخريب، تكون هناك إما نتيجة فورية (مثل إطفاء جميع الأضواء) أو يبدأ العد التنازلي ويجب حل التخريب قبل أن يصل العد إلى الصفر، يمكن لأعضاء الطاقم حل عمليات التخريب بطرق مختلفة اعتمادًا على التخريب الذي تم إجراؤه.
إذا وجد اللاعب جثة، فيمكنه الإبلاغ عنها، مما سيؤدي إلى اجتماع فوري حيث يناقش اللاعبون من يحتمل أنه محتال بناءً على الأدلة المحيطة بالقتل. إذا تم الوصول إلى تصويت الأغلبية على لاعب واحد، يتم طرد هذا اللاعب من المركبة ويموت ويتم الكشف عما إذا كان محتالًا أم لا. يمكن للاعبين أيضًا طلب اجتماع عاجل بالضغط على الزر في وسط الخريطة في أي وقت  و يمكن للاعبين التواصل فقط أثناء الاجتماعات، وفقط إذا كانوا على قيد الحياة، على الرغم من أن الأشباح يمكن أن تتحدث مع بعضها البعض.
هناك طريقتان ليفوز المحققين (طاقم السفينة):
١- إنهاء جميع المهمات قبل أن يقوم المجرمين بقتلهم.
٢- الكشف عن جميع المجرمين وطردهم.
هناك طريقتان ليفوز المجرمين:
١- قتل جميع المحققين (طاقم السفينة) قبل أن يقوم المحققون بإنهاء جميع مهماتهم.
٢- القيام بتخريب الأكسجين ويجب على المحققين (طاقم السفينة) القيام بتصليحه قبل أن ينتهي الوقت وإذا انتهى الوقت قبل أن يتم تصليح الأكسجين يفوز المجرمون

## روابط خارجية
- الموقع الرسمي للعبة